# خوسيه غونزاليس (مدرب كرة قدم)
خوسيه غونزاليس (بالإسبانية: Natxo González)‏ (و. 1966  م) هو مدرب كرة قدم إسباني، ولد في فيتوريا-غاستيز، مركز لعبه هو لاعب وسط.